# حسين أباد حاج كاظم
حسين‌ أباد حاج كاظم هي قرية في مقاطعة نائين، إيران. عدد سكان هذه القرية هو 11 في سنة 2006.